# Ricardo Marzo Mediano
Ricardo Marzo Mediano (fallecido en Zaragoza el 31 de enero de 2002) fue un militar español, Capitán general de la Región Pirenaica Oriental (que agrupaba las antiguas capitanías generales de Aragón y Cataluña).
Era hijo del general de división Ricardo Marzo Pellicer y hermano del teniente de infantería José Marzo Mediano, fallecido en acción durante la Guerra Civil.

## Carrera
Era diplomado en Estado Mayor y además de la carrera militar era licenciado en Filosofía y Letras y en Periodismo. Ascendido a general de división, en 1986 fue nombrado subdirector general de Asuntos Nacionales de Defensa de la Dirección General de Política de Defensa.
De 1987 a 1991 fue director general de Enseñanza del Ministerio de Defensa. Dejó el cargo cuando el 25 de enero de 1991 fue nombrado Capitán General de la Región Pirenaica Oriental, que agrupaba las regiones militares IV y V (antiguas capitanías generales de Cataluña y Aragón), cargo que ocupó hasta diciembre de 1993.

## Obra
- Marzo Mediano, Ricardo (1982). «Influencia de la guerra cultural en la Defensa Nacional». Boletín de Información (155): 2. ISSN 0213-6864.